# Richard von Berendt
Richard von Berendt, nemški general, * 14. januar 1865, Neiße, † 25. avgust 1953, Joachimsthal.